# 王玄甫
王玄甫（？—？），名誠，字玄甫，号少阳，以字行，漢朝東海郡（今山东威海）人，道教仙人，全真道北五祖之首。

## 傳說
《道藏》、《传北宋武宗元〈朝元仙仗图〉主神组合考释》及全真教内部文献记载其为山东宁海州文登县（今山东省威海市）人士，幼慕真风，白云上真引之入道。先於圣经山中修道，後遷於五台山紫府洞天，數百年容貌不變。据《金莲正宗记》载，王玄甫于白云上真处受青符玉篆、金科灵文、大丹秘诀、周天火候、青龙剑法。后于终南山凝阳洞传长生真诀、金丹火候、青龙剑法与鍾離權，宏揚法教。王曾学道于赤城霍山，服青精石饭，得日精丹景之法，能内见五脏。

## 另說
号少阳，又号东华先生，係為天仙东王公所降生，故亦称为东华帝君，生于战国时。《金莲正宗记》云：“东华帝君生有奇表，幼慕真风，白云上真见而爱之，曰：「天上谪仙人也。」乃引之入道……在人间数百岁，殊无衰老之容。开阐玄宗，发挥妙蕴，阴功济物，玄德动天，故天真赐号东华帝，又曰紫府少阳帝君。度门人正阳子锺离云房，嗣弘法教。”

## 传奇
王玄甫常背负双剑，行侠仗义。欲除恶扬善时，运太极真一之气，则双剑腾空飞起，事毕复还。